# Polyspora speciosa
Polyspora speciosa là một loài thực vật có hoa trong họ Theaceae. Loài này được (Kochs) B.M. Barthol. & T.L. Ming mô tả khoa học đầu tiên năm 2005.